# Blinde Rot
Die Blinde Rot, auch Adelmannsfelder Rot genannt, ist ein Fluss in den Ellwanger Bergen im nördlichen Baden-Württemberg, der auf dem Gebiet der Gemeinde Frankenhardt entspringt und auf dem der Gemeinde Abtsgmünd von rechts in den Kocher mündet.

## Geographie

### Verlauf
Die Blinde Rot entspringt auf der Kieselsandsteinhochfläche am nördlichen Ausläufer der Ellwanger Berge in der Nähe von Hirschhof, durchfließt bald den Fleckenbachsee und läuft dann in Tal- und Wiesenmäandern nach Süden, um etwa 2 km vor ihrer Mündung vor dem Hornberg abrupt auf Westen zu drehen und dann bei Schäufele den Kocher zu erreichen.

### Zuflüsse
Tabelle der direkten Zuflüsse der Blinden Rot, von der Quelle zur Mündung.
Gewässerlänge, Einzugsgebiet und Mündungshöhe nach den entsprechenden Layern auf der Onlinekarte der LUBW, wo nicht verfügbar, auf dem topographischen Layer abgemessen. Andere Quellen für die Angaben sind vermerkt.
| Name                                              | Länge [km] | EZG [km²] | Zufluss- seite | Mündungs- höhe [m ü. NN] | Mündungsort | Ursprung / Verlauf                                                                                                  |
| ------------------------------------------------- | ---------- | --------- | -------------- | ------------------------ | --- | --- |
| Kohlbach                                          | ca. 1,2    | ca. 0,8   | rechts         | 486                      | südwestlich von Frankenhardt-Ipshof                                                                                           | aus dem östlichen Schäfer, mündet im Fleckenbachsee                                                                 |
| Kaltenbach (!)                                    | ca. 2,2    | ca. 2,4   | rechts         | 469                      | nach dem Betzenweiher bei Rosenberg-Betzenhof                                                                                 | aus dem westlichen Schäfer                                                                                          |
| Forellenbach                                      | ca. 1,9    | ca. 1,3   | rechts         | 467                      | zwischen Rosenberg-Betzenhof und -Zollhof                                                                                     | aus der Strut |
| Höllholzbach                                      | ca. 1,1    | ca. 0,9   | rechts         | 461                      | gegenüber Rosenberg-Zollhof                                                                                                   | fließt durch die Brunnenklinge                                                                                      |
| Eisenbach                                         | ca. 1,7    | ca. 2,0   | links          | 458                      | südlich von Rosenberg-Zollhof                                                                                                 | aus dem Eisennagel                                                                                                  |
| Kaltenbach (!)                                    | ca. 1,2    | ca. 1,4   | links          | 456                      | gegenüber von Rosenberg-Uhlenhof                                                                                              | vom Birkhof her |
| Uhlenbach                                         | ca. 1,0    | ca. 0,5   | rechts         | 455                      | bei Rosenberg-Uhlenhof | vom Sauerberg her                                                                                                   |
| Neumüllerswaldbach                                | ca. 0,8    | ca. 0,3   | links          | 451                      | gegenüber dem Südrand von Rosenberg-Ludwigsmühle                                                                              | aus dem nördlichen Vogelbuck                                                                                        |
| Vogelklingenbach                                  | ca. 1,0    | ca. 0,4   | links          | 449                      | unterhalb und gegenüber von Rosenberg-Ludwigsmühle                                                                            | aus dem südlichen Vogelbuck                                                                                         |
| (Bach aus der Wolfsklinge)                        | ca. 1,4    | ca. 0,5   | rechts         | 448                      | ca. 400 m südsüdwestlich von Rosenberg-Ludwigsmühle                                                                           | vom Westknick der K 2628 her                                                                                        |
| (Bach aus der Schlossklinge)                      | ca. 0,7    | ca. 0,3   | links          | 442                      | südwestlich vom Alten Schloss                                                                                                 | |
| Fuchsbach                                         | ca. 1,6    | ca. 1,2   | links          | 439                      | | durchfließt die Fuchsklinge                                                                                         |
| Dollesbach                                        | ca. 2,6    | ca. 2,4   | rechts         | 438                      | | aus Richtung Bühlerzell-Kammerstadt, durchfließt den Treibsee                                                       |
| Scherrbach                                        | ca. 1,6    | ca. 1,2   | rechts         | 436                      | | aus Richtung Spatzenhof                                                                                             |
| Einsiedelsbach oder vielleicht auch Einsiedelbach | ca. 2,2    | ca. 1,9   | links          | 434                      | am Hinweisschild auf den Schnittpunkt von 49. Breiten- und 10. Längengrad                                                     | aus Richtung Rosenberg-Hohenberg                                                                                    |
| (Bach durch die Höfelesklinge)                    | ca. 1,0    | ca. 0,9   | rechts         | 430                      | ca. 400 m nordnordöstlich von Bühlerzell-Röhmen                                                                               | |
| Stadelsbach                                       | ca. 4,1    | ca. 3,7   | links          | 425                      | an der Bühlerzeller Röhmensägmühle                                                                                            | aus Richtung Rosenberg-Zumholz                                                                                      |
| Heidenfeldbach                                    | ca. 0,8    | ca. 0,4   | rechts         | 425                      | östlich von Bühlerzell-Grafenhof an der Kläranlage                                                                            | |
| (Zufluss)                                         | ca. 0,5    | ca. 0,3   | rechts         | 419                      | südsüdöstlich von Adelmannsfelden-Grafenhof                                                                                   | läuft am Südrand des Grafenhofs vorbei                                                                              |
| Buchweiherbach                                    | ca. 0,9    | ca. 0,5   | rechts         | 417                      | südöstlich von Adelmannsfelden-Mittelwald                                                                                     | Ausfluss des 0,8 ha großen Buchenweihers [!] bei Adelmannsfelden-Mittelwald                                         |
| Waldbach                                          | ca. 2,4    | ca. 1,9   | links          | 415                      | östlich gegenüber der Adelmannsfelden-Vorderwalder Sommerhalde                                                                | aus Richtung Rosenberg-Hinterbrand                                                                                  |
| Geißbach                                          | ca. 1,9    | ca. 1,9   | links          | 411                      | gegenüber von Vorderwald entlang der Gemeindegrenze von Adelmannsfelden zu Neuler bei einer Feldwegbrücke über die Blinde Rot | Quellgebiet südlich von Rosenberg-Hütten                                                                            |
| Steinboßbächlein                                  | ca. 1,1    | ca. 0,7   | rechts         | 409                      | östlich unter dem Wald Steinboß                                                                                               | Quelle an der L 3242, fließt lange am Nordrand des Steinboß                                                         |
| (Zufluss an der ehemaligen Herrenmühle)           | ca. 0,5    | ca. 0,4   | rechts         | 408                      | nordöstlich von Adelmannsfelden-Ottenhof                                                                                      | |
| (Zufluss)                                         | ca. 0,6    | ca. 0,3   | rechts         | 407                      | zwischen Ottenhof und Adelmannsfelden-Dollishäusle                                                                            | |
| Klingenbach (!)                                   | ca. 1,1    | ca. 0,5   | rechts         | 405                      | Brücke der L 1073 Neuler-Gaishardt – Adelmannsfelden                                                                          | entsteht im westlichen Ortsbereich von Adelmannsfelden, läuft durch Klinge zwischen Dorf und Dollishäusle im Norden |
| (Zufluss)                                         | ca. 0,2    | ca. 0,2   | rechts         | 402                      | | aus der Steigenklinge der L 1073                                                                                    |
| (Zufluss)                                         | ca. 0,7    | ca. 0,3   | rechts         | 399                      | in den Mühlkanal von Adelmannsfelden-Papiermühle                                                                              | entsteht südlich der Mörikestraße etwas außerhalb von Adelmannsfelden                                               |
| Haldenbach                                        | ca. 3,1    | ca. 2,9   | links          | 398                      | Adelmannsfelden-Papiermühle                                                                                                   | entsteht nordöstlich von Gaishardt                                                                                  |
| Klingenbach (!)                                   | ca. 1,3    | ca. 1,2   | links          | 395                      | | entsteht unterhalb der Neuler-Leinenfirster Teufelskanzel                                                           |
| Roggenhalder Bach                                 | ca. 1,4    | ca. 0,7   | rechts         | 394                      | unmittelbar vor Neuler-Burghardsmühle                                                                                         | entsteht südlich von Adelmannsfelden am Krähenbühl                                                                  |
| Mühlholzbach                                      | ca. 1,0    | ca. 0,3   | links          | 395                      | unmittelbar vor Neuler-Burghardsmühle                                                                                         | entsteht unterhalb der Neuler-Leinenfirster Teufelskanzel                                                           |
| Metzelgehrer Bach                                 | ca. 1,8    | ca. 0,7   | rechts         | 394                      | unmittelbar nach Neuler-Burghardsmühle                                                                                        | entsteht westlich von Adelmannsfelden-Metzelgehren im Geheuerfeld                                                   |
| Fürtlebach                                        | ca. 1,5    | ca. 0,7   | rechts         | 390                      | 400 m südlich von Neuler-Burghardsmühle                                                                                       | entsteht südlich von Abtsgmünd-Herrenwald                                                                           |
| Hartbach                                          | ca. 2,0    | ca. 1,5   | links          | 389                      | | Quellgebiet bei Neuler-Pfaffenhölzle                                                                                |
| Jungholzbach                                      | ca. 0,5    | ca. 0,2   | rechts         | 385                      | | |
| Franzenbach                                       | ca. 1,7    | ca. 1,6   | rechts         | 385                      | | entsteht östlich von Abtsgmünd-Pommertsweiler                                                                       |
| Zobelsbach                                        | ca. 1,4    | ca. 0,9   | links          | 383                      | | aus Richtung Neuler-Ramsenstrut                                                                                     |
| Rotwiesenbach                                     | ca. 0,6    | ca. 0,2   | rechts         | 383                      | | aus dem Gschäl |
| Fischbach                                         | ca. 2,8    | ca. 2,5   | rechts         | 381                      | vor Öl- und Sägmühle | vom Ostabhang des Büchelberger Grates                                                                               |
| (Bach aus dem Brennenholz)                        | ca. 0,4    | ca. 0,1   | links          | 380                      | | |
| (Bach durch die Birkenklinge)                     | ca. 0,5    | ca. 0,2   | links          | 378                      | Abtsgmünder Öl- und Sägmühle                                                                                                  | aus dem Zanken |
| Ölmühlbach                                        | ca. 0,6    | ca. 0,2   | rechts         | 378                      | Abtsgmünder Öl- und Sägmühle                                                                                                  | aus Richtung Abtsgmünd-Wilflingen                                                                                   |
| Höftbach                                          | ca. 1,1    | ca. 0,5   | links          | 375                      | | aus Richtung Neuler-Binderhof                                                                                       |
| Götzenreutebach                                   | ca. 0,5    | ca. 0,1   | rechts         | 374                      | | vom Geigersberg |
| Geigersbergbach                                   | ca. 0,4    | ca. 0,3   | links          | 374                      | am Westknick | |
| Buchhaldenbach                                    | ca. 0,6    | ca. 0,3   | links          | 371                      | | vom Nordwestabhang des Hornbergs, mündet in einen Seitenarm                                                         |
| Forchenwaldbach                                   | ca. 0,5    | ca. 0,1   | rechts         | 368                      | | vom Geigersberg, mündet im Naturschutzgebiet Tal der Blinden Rot                                                    |
| Kotenbach                                         | ca. 1,2    | ca. 1,0   | rechts         | 367                      | nordöstlich von Abtsgmünd-Schäufele                                                                                           | von südöstlich Wilflingens                                                                                          |

### Tal

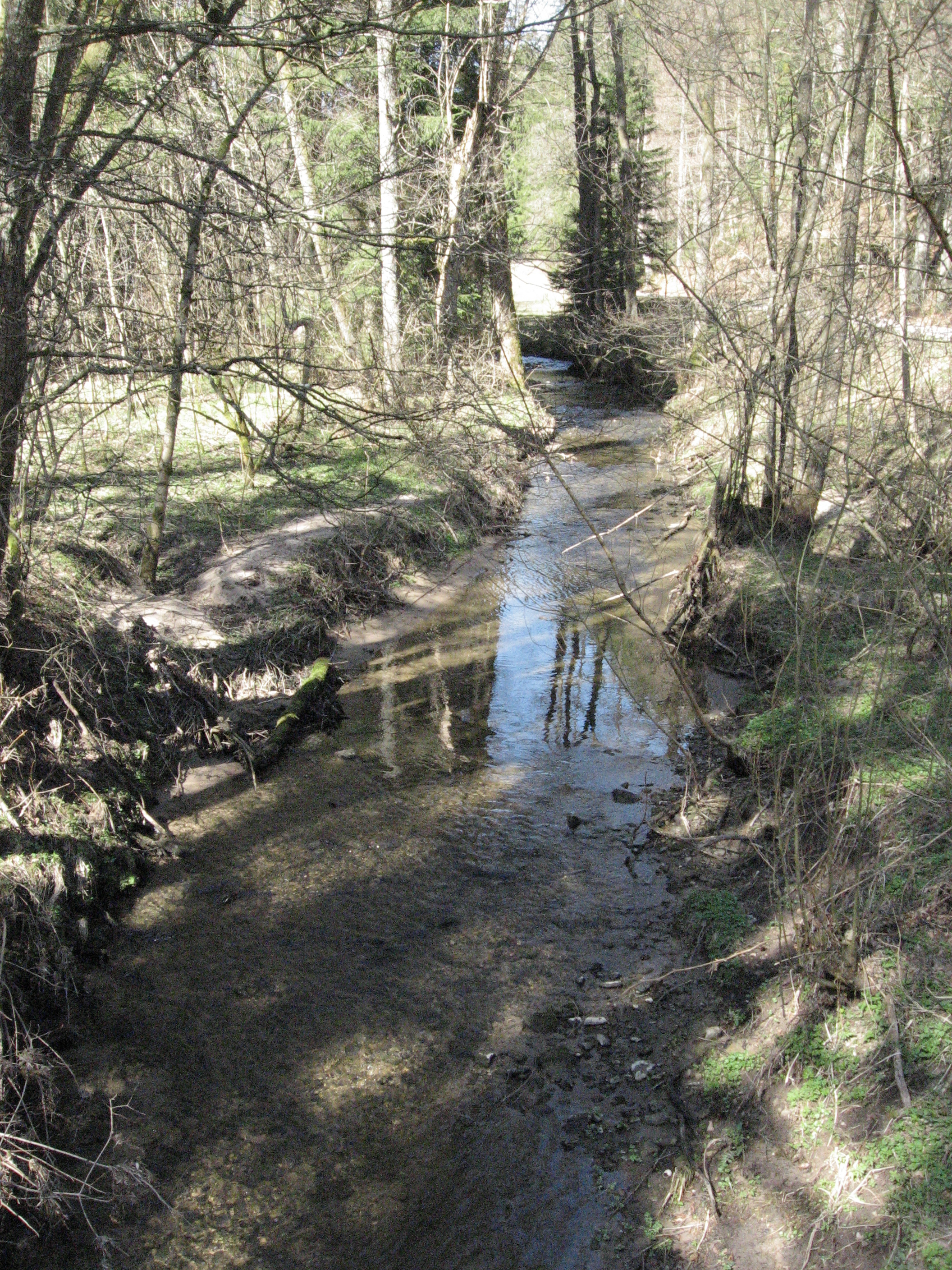
Die Blinde Rot in ihrem waldigen Tal wenig oberhalb der Dollesbach-Mündung

Ihr Tal liegt über die gesamte Länge im Mittelkeuper. Die westlich wie östlich ungefähr parallel laufenden und größeren Nachbarflüsse Bühler und Jagst fließen beide gegensinnig nach Norden. Die Talaue ist, von dem zu Rosenberg zählenden Weiler Willa abgesehen, nur an einigen Mühlenstandorten vom Menschen besiedelt. Tal wie umgebende Höhen sind auf weite Strecken von Wald bedeckt, in den kleine Rodungsinseln um Einzelgehöfte und Weiler eingebettet sind, von denen bei Adelmannsfelden westlich über dem Tal einige zu einer größeren Feld- und Wiesenflur zusammengewachsen sind. Die sehr flache Schwarzjura-Hochfläche, die Adelmannsfelden gegenüber beginnend sich östlich des letzten Taldrittels hinzieht, wird bei spärlicher Besiedlung intensiv landwirtschaftlich genutzt.

## Ökologie

### Umwelt, Schutzgebiete
Die Blinde Rot verläuft in einer anfangs sehr flachen Talmulde, die sich ab etwa Willa stärker eintieft und nirgends eine Breite von 150 m überschreitet. Zumeist beidseits von Waldhängen eingeschlossen, ist auf dem Talgrund eine kleinräumige, natürliche Flusslandschaft erhalten geblieben. Wiesen und Weiden wechseln sich hier mit waldigen Partien ab, darunter auch anderswo selten gewordene Erlenbrüche; durch beide schlängelt sich der Fluss ungehindert in natürlichen Mäandern mit Prall- und Gleithängen, begleitet von Sandbänken, Altarmen und langsam verlandenden Gumpen. Dies hat dazu geführt, dass fast auf die gesamte Länge Schutzgebiete ausgewiesen sind:
Im Oberlauf ist das Tal, teils zusammen mit den zulaufenden Nebentälern, bis zum Ortsteil Grafenhof der Gemeinde Bühlerzell als Landschaftsschutzgebiet Oberes Blinde-Rot-Tal ausgewiesen. Das mit Verordnung des Landratsamts Ostalbkreis vom 5. Mai 1994 gebildete Gebiet ist 358 Hektar groß und liegt mit 128 Hektar im Landkreis Schwäbisch Hall (Schutzgebietsnummer 1.27.077) und mit 230 Hektar im Ostalbkreis (Schutzgebietsnummer 1.36.057). 
Direkt anschließend bis nach der Burghardsmühle unterhalb von Adelmannsfelden besteht das Landschaftsschutzgebiet Tal der Blinden Rot. Es umfasst 84,5 Hektar und wurde bereits am 20. Dezember 1968 durch Verordnung des damaligen Landratsamts Aalen mit der Schutzgebietsnummer 1.36.017 ausgewiesen.
Auf dem letzten Taldrittel bis fast zur Mündung schließt sich das Naturschutzgebiet Tal der Blinden Rot an. Das durch Verordnung des Regierungspräsidiums Stuttgart vom 9. Oktober 1990 gebildete Gebiet mit der Nummer 1.169 ist 60,7 Hektar groß.
Am linken Talhang des Unterlaufes bei Bronnen liegt vom oberen Hangwald umschlossen in einer Lichtung das etwa 5 ha große Naturdenkmal Viehweide Birkholz.

### Fauna
Das Naturschutzgebiet Tal der Blinden Rot ist ein artenreiches Biotop mit einer vielfältigen Fauna.
So wurden in dem Tal 28 Brutvogelarten beobachtet, darunter die Wasseramsel, der Eisvogel, die Waldschnepfe und der Sumpfrohrsänger.
Die Reptilien sind mit Waldeidechse und Blindschleiche vertreten.
Von den 7 Amphibienarten sind besonders der Feuersalamander und die Gelbbauchunke zu erwähnen.
Im Wasser der Blinden Rot leben die seltene Bachforelle und das gefährdete Bachneunauge, und über den Auen des Baches fliegen sehr viele Schmetterlinge und Libellen.

### Flora
Das Ufer der Blinden Rot säumen Schwarzerlen und Weiden. Auf staunassen Partien des Talbodens stehen Erlen zwischen offenen Wasserlachen in kleinen Bruchwäldern, an trockeneren haben sich die einheimischen Laubwälder gehalten oder es wurden Fichten angepflanzt. An den feuchten Standorten blüht im Frühjahr gelb die Sumpfdotterblume. Auf den extensiv bewirtschafteten Feuchtwiesen wächst noch die Trollblume. In den Feuchtgebieten finden sich die Quellbinse und verschiedene Seggenarten wie die Gelbe, die Rispen-, die Filz- und die Fuchs-Segge. Auch die Gelbe Schwertlilie fehlt hier nicht.
An Orchideen kommen das Breitblättrige, das Fleischrote und das seltenere Kleine Knabenkraut im Tal vor, sonst noch der Gelbe Eisenhut und die Wald-Akelei. Längs des Gewässerlaufs ziehen sich mancherorts Pestwurz-Wälder hin.
Auch hier findet sich das Drüsige Springkraut.

### Gewässergüte
Die Blinde Rot war mit Stand von 2004 auf ihrem ganzen hierfür erfassten Lauf ab etwa dem Zufluss des Geißbachs gering belastet (Güteklasse I–II).

## Ökonomie

### Wirtschaft
Im Einzugsgebiet, das mehr als zur Hälfte von Wäldern bedeckt ist, war früher die Waldwirtschaft vorherrschend, mit Köhlereien, Harzereien, Teerhütten und vor allem der Gewinnung von Holz. Es wurde in Sägemühlen zu Schnittholz verarbeitet, diente aber vor allem auch als Brennholz, das man in Form von Scheitholz zu Tale flößte. Da die Wasserführung im Tal für eine beständige Flößerei zu gering war, legte man hier Treibseen genannte Schwellweiher an, deren angestautes Wasser man über einen kurzen Zeitraum abließ, worauf es die vorbereiteten Scheite talabwärts schwemmte. Viel Holz aus den Wäldern um die Blinde Rot wurde so früher über erst diese selbst und danach den wasserreicheren Kocher bis hinunter nach Schwäbisch Hall befördert, wo die Saline beständig einen großen Brennholzbedarf hatte. Mit dem Eisenbahnbau wurde diese Transportweise hinfällig, heute erinnert noch der Name des Treibsees bei Kammerstatt am rechten Zufluss Dollesbach an diese Technik.
Früher nutzte man im Tal der Blinden Rot die Wasserkraft für den Antrieb einiger Säge-, Papier- und Ölmühlen. Gehalten hat sich davon am Oberlauf eine kleine Sägmühle am Betzenhof, wo man heute noch zuweilen neben der Dammstraße des Betzenteiches in einer offenen Hütte den Sägebaum Holzstämme zerteilen sehen kann. An der Ludwigsmühle unterhalb von Willa steht ein mittlerer Betrieb der Holzverarbeitung. An insgesamt vier Standorten im Tal (Fleckenbachsee, Betzenweiher, Papiermühle bei Adelmannsfelden, Abtsgmünder Öl- und Sägmühle) wird noch heute die Wasserkraft genutzt.

### Verkehrswege
Außer Forststraßen und wenigen Anschlussstraßen für im Talbereich liegende Weiler und Mühlen, die von wenig größerer verkehrstechnischer Bedeutung sind, gibt es längs des Flusses kaum Verkehrswege. Die sumpfige Niederung im Oberlauf bzw. die Talschlucht im Unterlauf behindern im Gegenteil den querenden Verkehr, so dass es außer der L 1060 bei Willa und der L 1073 bei Adelmannsfelden keine ausgebauten Straßen von überörtlicher Bedeutung zumal über das tief eingesenkte untere Tal gibt. Am bewaldeten Mittellauf gibt es einen völlig weg- und steglosen Talabschnitt.

## Sehenswürdigkeiten und Bauwerke
- Fleckenbachsee mit der Fleckenbachsägmühle
- Mittellauf mit alten Flussarmen, Sandsteinfelsen und teils steilen Nebentälern
- Jakobus-Wallfahrtskirche Hohenberg in Rosenberg, etwa 3 km östlich des Flusses in 568 m Höhe auf dem gleichnamigen, weit ins Land Aussicht gewährenden Zeugenberg gelegen
- Schloss Adelmannsfelden

### LUBW
Amtliche Online-Gewässerkarte mit passendem Ausschnitt und den hier benutzten Layern: Lauf und Einzugsgebiet der Blinden Rot

Allgemeiner Einstieg ohne Voreinstellungen und Layer: Daten- und Kartendienst der Landesanstalt für Umwelt Baden-Württemberg (LUBW) (Hinweise)
1. 1 2  Höhe nach dem Höhenlinienbild auf dem Hintergrundlayer Topographische Karte.
2. ↑  Höhe nach grauer Beschriftung auf dem Hintergrundlayer Topographische Karte.
3. 1 2  Länge nach dem Layer Gewässernetz (AWGN).
4. ↑  Einzugsgebiet aufsummiert aus den Teileinzugsgebieten nach dem Layer Basiseinzugsgebiet (AWGN).
5. ↑  Einzugsgebiet nach dem Layer Basiseinzugsgebiet (AWGN).
6. ↑  Länge abgemessen auf dem Hintergrundlayer Topographische Karte.
7. ↑  Einzugsgebiet abgemessen auf dem Hintergrundlayer Topographische Karte.

### Andere Belege
1. ↑  Wolf-Dieter Sick: Geographische Landesaufnahme: Die naturräumlichen Einheiten auf Blatt 162 Rothenburg o. d. Tauber. Bundesanstalt für Landeskunde, Bad Godesberg 1962. → Online-Karte (PDF; 4,7 MB)
2. ↑  Hansjörg Dongus: Geographische Landesaufnahme: Die naturräumlichen Einheiten auf Blatt 171 Göppingen. Bundesanstalt für Landeskunde, Bad Godesberg 1961. → Online-Karte (PDF; 4,3 MB)
3. ↑  Nach TK25, in der Datenbank von LUBW-FG10 wohl fälschlich Einsiedelbach.
4. 1 2  LUBW-NSG mit der Würdigung.
5. 1 2  Persönliche Beobachtung ca. 2005.
6. ↑  Biologische Gewässergütekarte 1 : 350.000 der Landesanstalt für Umweltschutz Baden-Württemberg (PDF; 11,7 MB)
7. ↑  Zur heutigen Wasserkraftnutzung siehe LUBW-WKA.